# New Ross
New Ross (Irsk: Ros Mhic Thriúin) er en irsk by i County Wexford i provinsen Leinster, i den centrale del af Republikken Irland med en befolkning (inkl. opland) på 7,709 indb i 2006 (6,537 i 2002)